# 小林信郎
小林 信郎（こばやし のぶお、1921年4月17日 - 1992年5月23日）は、日本の文部官僚、教育学者。

## 経歴
東京出身。1943年東京帝国大学文学部卒。文部省初等中等教育局視学官、日本女子大学文学部教授。92年定年退任、名誉教授。

## 著書
- 『社会科教育の近代化』明治図書出版 1967
- 『社会科研究入門』明治図書出版 1969
- 『小林信郎社会科関係論文集 社会科の原点にかえって』小林信郎先生を囲む会 2003

### 共編著
- 『中学校の社会科』高橋清共編 明治図書出版 中学校教育研究叢書 1950
- 『道徳の研究授業 小・中学校編』宮田丈夫,松村謙共編 新光閣書店 1959
- 『社会科・特別教育活動の治療的指導』大内茂男共編 学芸図書 教科の治療指導講座 1960
- 『道徳教育と社会科指導 道徳と社会科の関係をめぐって』内海巌,朝倉隆太郎共著 光風出版 新制道徳教育双書 1960
- 『小学校社会科授業の研究』大島三男,班目文雄共編 明治図書出版 1961
- 『実践から生まれた小学校社会科指導のこつ』伊達完治共編 光風出版 1963
- 『たしかさをめざす社会科の授業』牛山今朝平共編 光風出版 1965
- 『力をつける社会科の実践』横山勉太郎共編 光風出版 1965
- 『社会科の求める能力と評価』大阪市小学校教育研究会社会科研究部著 内海巌,伊達完治共編 明治図書出版 1966
- 『社会科単元構成と展開例』共編 明治図書出版 1970
- 『小学校社会科指導事典』朝倉隆太郎,大森照夫共編 第一法規出版 1971
- 『よい社会科指導の条件 小学校社会科授業のコンサルタント』共編著 東洋館出版社 1972
- 『講座・社会科の基本能力』共編 明治図書出版 1973
- 『社会科研究授業細案 小学1・2～5・6年』編 明治図書出版 1973
- 『現代教科教育学大系 3 社会認識の形成』木原健太郎共編著 第一法規出版 1974
- 『社会科指導の基礎技術』古川清行共編著 明治図書出版 1975
- 『小学校社会科の精選・集約 ゆとりある授業の創造をめざして』大嶋三男,古川清行共編著 みずうみ書房 1976
- 『社会科の新展開』全3巻 溝上泰,谷川彰英共編 明治図書出版 1977
- 『学級担任実務ハンドブック』藤原宏ほか共編 第一法規出版 1979
- 『小学校新指導要録の解説と実際 評価資料・記入例付』共編集 教育出版 1980
- 『新社会科の単元構成と展開 小学1～2年、6年』里野清一共編 明治図書出版 1981
- 『新社会科の単元構成と展開 小学3～5年』寺師信之共編 明治図書出版 1981
- 『新社会科の単元構成と展開 中学1～3年』梶哲夫共編 明治図書出版 1981
- 『「現代社会」の単元構成と展開 高校新社会科の単元構成と展開』梶哲夫共編 明治図書出版 1983

## 論文
- 小林信郎